# Coppa del Mondo Under-23 3x3 2022
La Coppa del Mondo Under-23 3x3 2022 si sono svolti a Bucarest, in Cina, dal 5 al 9 ottobre.

## Risultati
| Evento           | Oro     | Argento     | Bronzo      |
| Torneo maschile  | Polonia | Serbia      | Francia     |
| Torneo femminile | Francia | Stati Uniti | Paesi Bassi |

## Medagliere
| Posiz. | Nazione     | Oro | Argento | Bronzo | Totale |
| ------ | ----------- | --- | ------- | ------ | ------ |
| 1      | Russia      | 1   | 0       | 1      | 2      |
| 2      | Polonia     | 1   | 0       | 0      | 1      |
| 3      | Stati Uniti | 0   | 1       | 0      | 1      |
| 3      | Serbia      | 0   | 1       | 0      | 1      |
| 5      | Paesi Bassi | 0   | 0       | 1      | 1      |
| Totale | Totale      | 2   | 2       | 2      | 6      |